# 9e division de cavalerie (France)
Pour les articles homonymes, voir 9e division.
La 9e division de cavalerie est une division de cavalerie de l'armée de terre française qui a participé à la Première Guerre mondiale.

## Création et différentes dénominations
- 4 juin 1913 : formation de la 9e division de cavalerie
- 1er juin 1916 : dissolution

## Les chefs de corps
La division est commandée du 20 mars 1914 au 1er juin 1916 par le général Jean de l'Espée,.

## Composition
9e division de cavalerie (9e, 10e et 11e Régions) (Tours)
- 1re brigade de cuirassiers (Tours)

5e régiment de cuirassiers (Tours)
8e régiment de cuirassiers (Tours)
- 9e brigade de dragons (Nantes)

1er régiment de dragons (Luçon)
3e régiment de dragons (Nantes)
- 16e brigade de dragons (Rennes)

24e régiment de dragons (Rennes)
25e régiment de dragons (Angers)
- Éléments organiques divisionnaires

Infanterie : 9e groupe cycliste du 25e bataillon de chasseurs à pied (Saint-Mihiel)
Artillerie : 4e groupe (10e et 11e batteries à cheval) du 33e régiment d’artillerie de campagne (Angers)
Génie : Sapeurs cyclistes du 6e régiment du génie (Angers)
Groupe d'automitrailleuses et autocanons : 8e GAMAC

## Historique

### 1913
La division est créée par décret du 4 juin 1913.

### 1914
- 29 et 30 août 1914 : participation à la bataille de la Meuse
- 6 au 15 septembre : engagement dans la bataille de la Marne

6 au 11 septembre bataille des Marais de Saint-Gond.
7 - 8 septembre : combat de Sommesous.
10 - 11 septembre : combat de Mailly-le-Camp. À partir du 11 septembre, poursuite par Châlons-sur-Marne et Suippes jusqu'à Auberive-sur-Suippe.
- 15 septembre - 10 octobre : défense de Reims (première bataille de l’Aisne)
- 10 octobre - 31 octobre : mouvement vers Compiègne ; à partir du 21 octobre mouvement par Montdidier et Hazebrouck jusqu'à Voormezele.
- 31 octobre au 17 novembre : engagement dans la bataille d’Ypres

1er - 3 novembre : combats de Voormezeele et de Saint-Éloi.
6 - 14 novembre : combats de Pilckem, de Langemarck et de Boesinghe.
- 17 novembre 1914 - 25 janvier 1915 : retrait du front ; repos au sud-ouest de Wormhout, puis à partir du 7 décembre vers Frévent (éléments en secteur vers Aix-Noulette du 31 décembre 1914 jusqu'au 11 janvier 1915).

### 1915
- 25 janvier - 10 mai : mouvement vers Compiègne (éléments en secteur vers Canny-sur-Matz, puis vers le bois des Loges).
- 10 mai - 1er juillet : mouvement vers Amiens. La division est tenue prête à être engagée lors de la deuxième bataille d’Artois. La division n'est pas engagée.
- 1er juillet - 31 août : transport par V.F. dans la région de Belfort (éléments en secteur vers Ammertzwiller).
- 31 août - 20 septembre : transport par V.F. au sud de Saint-Dizier ; repos et instruction.
- 20 septembre - 4 octobre 1915 : mouvement vers Somme-Tourbe. Tenue prête à intervenir dans la deuxième bataille de Champagne ; non engagée.
- 6 - 26 octobre : repos vers Dampierre-le-Château (éléments en secteur vers Tahure du 6 au 20 octobre).
- 26 octobre - 26 décembre : mouvement vers Blainville-sur-l'Eau ; repos et travaux.
- 26 décembre 1915 - 2 mai 1916 : occupation d'un secteur entre la lisère sud de la forêt de Parroy et le Sânon.

### 1916
- 2 mai - 1er juin : retrait du front, stationnement vers Tantonville.
- 1er juin : dissolution

### Affectation organique
- Mobilisation : Isolée.
- Septembre 1914 : Corps de l’Espée.
- Septembre 1914 : Isolée.
- Octobre 1914 : 1er Corps de cavalerie
- Juillet 1915 : Isolée.
- Août 1915 : 3e Corps de cavalerie
- Juin 1916 : Dissoute